# 小行星14223
小行星14223（14223 Dolby）是一颗绕太阳运转的小行星，为火星轨道穿越小行星。该小行星于1999年12月3日发现。

## 轨道参数
小行星14223的轨道半长轴为2.3732420 UA，离心率为0.300。